# 8020 Ерцґебірґе
8020 Ерцґебірґе (8020 Erzgebirge) — астероїд головного поясу, відкритий 14 жовтня 1990 року.
Тіссеранів параметр щодо Юпітера — 3,522.